# Courtoisina cyperoides
Courtoisina cyperoides là một loài thực vật có hoa trong họ Cói. Loài này được (Roxb.) Soják mô tả khoa học đầu tiên năm 1979 publ. 1980.